# اتیل گالات
اتیل گالات (به انگلیسی: Ethyl gallate) با فرمول شیمیایی C۹H۱۰O۵ یک ترکیب شیمیایی با شناسه پاب‌کم ۱۳۲۵۰ است. که جرم مولی آن ۱۹۸٫۱۷ g/mol می‌باشد. 